# Triplectides mouiensis
Triplectides mouiensis là một loài Trichoptera trong họ Leptoceridae. Chúng phân bố ở miền Australasia.